# Zygmunt Hendel

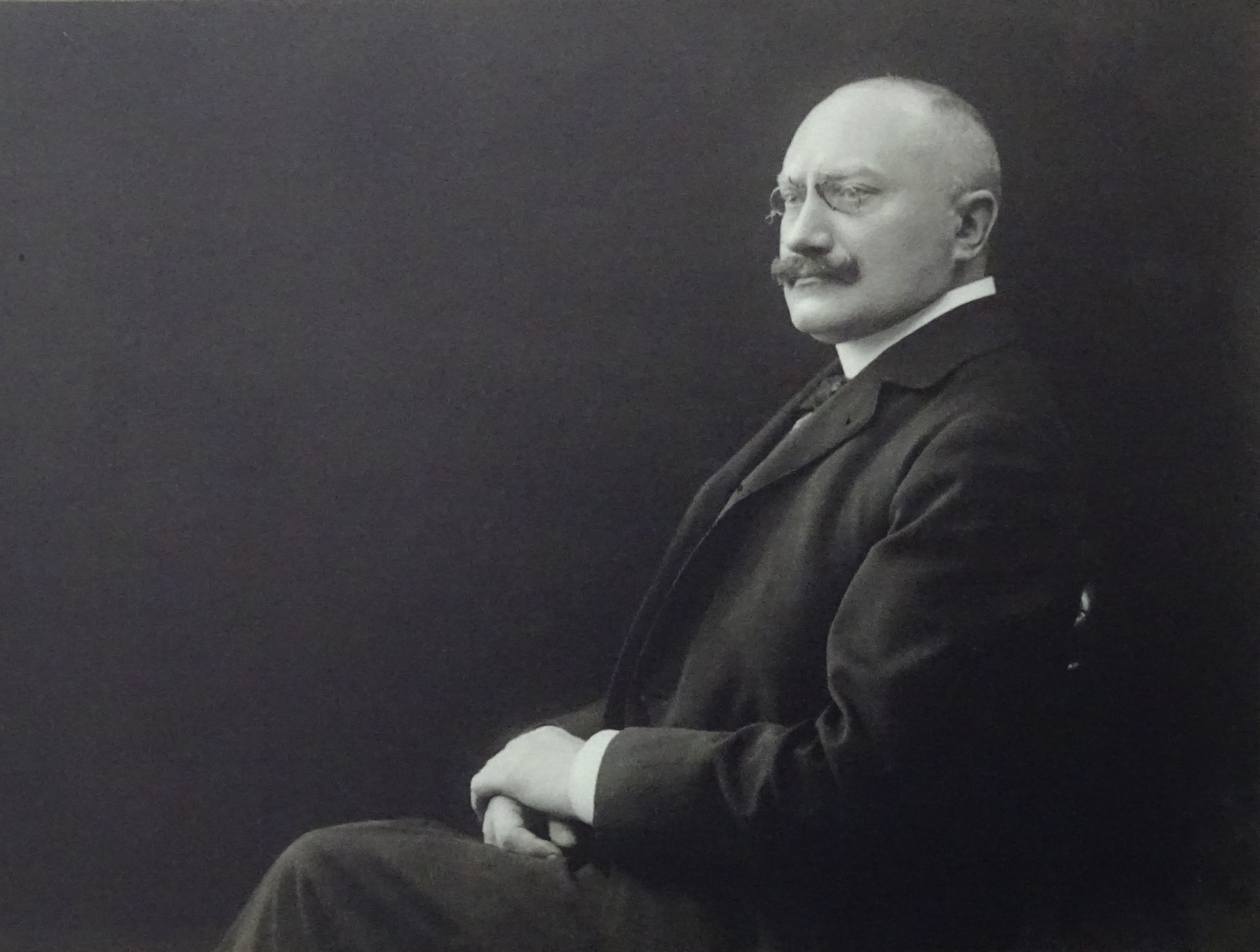
Zygmunt Hendel

Zygmunt Hendel (geboren 25. April 1862 in Krakau; gestorben 28. März 1929, ebenda) war ein polnischer Architekt, Konservator und Kunsthistoriker.

## Leben und Werk
Hendel studierte in Wien und praktizierte danach in Paris und Krakau. Nach seiner Rückkehr nach Krakau dozierte er an der Akademie der Bildenden Künste Krakau. Er arbeitete als Konservator unter anderem an der Dominikanerbasilika, Alten Synagoge, Marienbasilika, Wawel-Kathedrale und Wawel-Schloss. Daneben baute er als Architekt zahlreiche Gebäude in Krakau, unter anderem das Czartoryski-Palais, den Palast Borkowice und das Gebäude der Sparkasse des Kreises Krakau. Er schuf ein Projekt der Restaurierung der Burg Tenczyn und der Marienbasilika in Kalwaria Zebrzydowska. Er wurde auf dem Friedhof Rakowicki beigesetzt.

## Nachweise
- Piotr M. Stępień, Hendel Zygmunt, [w:] Polski słownik biograficzny konserwatorów zabytków, red. Henryk Kondziela, Hanna Krzyżanowska, z. 2, Wydaw. Poznańskie, Poznań 2006, ISBN 83-7177-416-8

| Personendaten    | Personendaten                                         |
| ---------------- | ----------------------------------------------------- |
| NAME             | Hendel, Zygmunt                                       |
| KURZBESCHREIBUNG | polnischer Architekt, Konservator und Kunsthistoriker |
| GEBURTSDATUM     | 25. April 1862                                        |
| GEBURTSORT       | Krakau                                                |
| STERBEDATUM      | 28. März 1929                                         |
| STERBEORT        | Krakau                                                |